# Bauhaus (comercio)
Bauhaus es una compañía alemana referente y especialista en productos para la casa, ferretería, bricolaje, taller y jardín.

## Historia
Creada en 1960 por Heinz-Georg Baus, fue la primera en introducir en Europa un concepto totalmente revolucionario: el cliente podía encontrar en un mismo establecimiento un amplio surtido de diferentes especialidades.

## Europa
Su primera tienda en Mannheim (Alemania) de 250m2, fue la impulsora de este nuevo modelo de negocio que hoy en día es un éxito en toda Europa, donde Bauhaus cuenta con alrededor de 250 tiendas que dan empleo a más de 17 000 personas, más de 1100 de ellas en España.
Con presencia en 18 países -Bulgaria, Dinamarca, Estonia, Finlandia, Islandia, Croacia, Países Bajos, Noruega, Alemania, Austria, Suecia, Suiza, Eslovenia, España, República Checa, Turquía y Hungría- Bauhaus ofrece en la actualidad más de 120 000 productos divididos en 15 secciones.
Bauhaus abre su primera tienda en España en el año 1989, y en el año 2023 cuenta con 12 centros: distribuidos por el territorio peninsular: Barcelona, Gavá, Gerona, Madrid, Alcorcón (Madrid), Leganés (Madrid), Málaga, Mallorca, Tarragona, Alfafar (Valencia), Paterna (Valencia) y Zaragoza. Además cuenta con tienda en línea.